# Dunamis (Waignein)
Dunamis is een compositie voor harmonieorkest van de Belgische componist André Waignein. Het werk werd op verzoek van majoor Yvon Ducène gecomponeerd voor het Groot Harmonieorkest van de Belgische Gidsen.
Het werk is opgenomen op cd door het Groot Harmonieorkest van de Belgische Gidsen onder leiding van Norbert Nozy.